# Avesnes-en-Bray
Avesnes-en-Bray è un comune francese di 324 abitanti situato nel dipartimento della Senna Marittima nella regione della Normandia.

## Società

### Evoluzione demografica
Abitanti censiti